# Jean-Marie Gantois
Pour les articles homonymes, voir Gantois (homonymie).
L'abbé Jean-Marie Gantois (1904-1968) est un ecclésiastique et un nationaliste flamand originaire de la Flandre française.

## Biographie
Jean-Marie Gantois naquit dans une famille flamande francisée ; il était le fils d'un médecin de Watten (département du Nord). Le français était sa langue maternelle. Après des études secondaires à Aire-sur-la-Lys et Hazebrouck, il entra au séminaire d'Annapes où, sous l'influence de quelques professeurs d'esprit flamingant, il commença à apprendre le flamand ; il a décrit cette prise de conscience progressive dans son livre Hoe ik myn tael en myn volk terugvond (Comment j'ai retrouvé ma langue et mon peuple) (1942). Avec quelques camarades de séminaire, il fonda en 1924 l'Union flamande de France (Vlaemsch Verbond van Frankrijk ou VVF), organisation marquée à droite, catholique et défendant les Flamands.  Au début, les cercles d'études flamandes sont destinés aux séminaristes du diocèse de Lille, recherchant la connaissance de la langue flamande parlée par les classes populaires en Flandre maritime, afin de pouvoir en être proches. Il en fut l'âme et anima des congrès annuels et des réunions littéraires ; il fut également le rédacteur en chef de revues publiées par le VVF entre 1929 et 1944, Le Lion de Flandre et De Torrewachter.
À cette période de l'entre-deux-guerres, plusieurs revues ou associations inspirées du régionalisme prospèrent dans la région.
Dans les années 1920, il est proche de Camille Looten, également prêtre, président du comité flamand de France, mais celui-ci saura garder le comité flamand à l'écart des extrêmes suivis par Gantois, même s'il a été un temps président d'honneur du Vlaemsch Verbond van Frankrijk .
Après avoir étudié les lettres et la philosophie à l'université catholique de Lille, il fut ordonné prêtre en 1932 et devint vicaire à Lille. Jusqu'à la guerre, il défendit surtout les traditions culturelles flamandes dans le Westhoek ou Flandre maritime.
À la veille de la seconde guerre mondiale, Gantois fait de plus en plus de la défense du flamand un combat politique, marqué par la détestation du régime républicain français et l'attirance pour le modèle germanique.

### Pendant la Seconde Guerre mondiale
Au début de la guerre, le VVF fut interdit par les autorités françaises, mais en 1940 l'abbé Gantois, qui s'était rapproché de la doctrine nazie de la race germanique, écrivit à Hitler pour que la Flandre française fût intégrée au Reich allemand comme « membre de la nouvelle communauté germanique » (retrouvée à la préfecture de Lille à la Libération, la lettre n'a jamais été lue par Hitler). Il traite alors les Français de « zazous avachis ».
Il exprime ses idées dans un périodique séparatiste Le lion de Flandre, mais celui-ci demeura de diffusion restreinte, sans grand succès dans la population.
En 1941, il avait repris les activités du VVF, cependant il les limitait au domaine culturel et, contrairement à d'autres prêtres, n'incita jamais personne à aller se battre sur le front de l'Est. Cette dérive nationaliste et raciste lui valut pourtant d'être relevé de ses fonctions sacramentelles par le cardinal Liénart. À la Libération, il passa en jugement et le procureur requit la peine de mort. Il fut finalement condamné à 5 ans de prison et assez vite libéré puis envoyé par l'Église comme curé de campagne dans un village loin de la Flandre.

### Activités politiques après-guerre
En 1958, il participa à la création du groupe « De Vlaemsch Vrienden in Frankrijk » (« les Amis flamands en France ») et il prit part à la rédaction de Notre Flandre, mais ne parvint jamais à atteindre le grand public. Cela ne l'empêcha pas de publier un grand nombre d'articles, avec toujours la pensée pan-néerlandaise comme fil conducteur. On le retrouva mort dans le canal de l'Aa le 28 mai 1968, quelque temps après la mort de sa mère, dans des conditions non éclaircies. Il est enterré à Watten,.
Il a utilisé le pseudonyme « Joris-Max Gheerland ».